# Accidente del Antonov An-26 en Siria de 2015
El accidente del Antonov An-26 de la Fuerza Aérea Siria en 2015  ocurrió el 18 de enero de 2015, en el aeropuerto militar de Abu al-Duhur, en la Gobernación de Idlib, al noroeste de Siria. La aeronave se disponía a aterrizar en el aeropuerto militar debido a las malas condiciones meteorológicas. El saldo fue de 30 muertos no hubo supervivientes.
Debido a la niebla, el avión golpeó una torre de alta tensión, cerca del aeropuerto militar de Abu Douhour. A bordo se encontraban 5 expertos militares iraníes y 30 soldados sirios, así como equipos militares y municiones. El aeropuerto de Abu Douhour es una de las últimas posiciones del gobierno en la provincia de Idlib, prácticamente en manos de los terroristas del Frente Al-Nusra.